# Tiefenlohe
Tiefenlohe ist ein Weiler auf der Gemarkung Immenreuth im oberpfälzischen Landkreis Tirschenreuth.

## Geografie
Der Weiler liegt im Südwesten des Fichtelgebirges südwestlich der Staatsstraße St 2177. Tiefenlohe ist ein Ortsteil der Gemeinde Immenreuth und liegt ungefähr eineinhalb Kilometer nordwestlich von deren Gemeindesitz.

## Geschichte
Das bayerische Urkataster zeigt Tiefenlohe in den 1810er Jahren noch als Einöde, die aus einem einzelnen Gehöft besteht. Seit dem bayerischen Gemeindeedikt von 1818 gehört Tiefenlohe zur politischen Gemeinde Immenreuth, die zum Zeitpunkt der Gemeindegründung neben dem Hauptort Immenreuth noch aus drei weiteren Ortschaften bestand.
| Jahr          | 001824 | 001871 | 001885 | 001900 | 001925 | 001950 | 001961 | 001970 | 001987 |
| Einwohnerzahl | 49     | 10     | 21     | 22     | 24     | 40     | 49     | 44     | 43     |